# Chaetacanthus
Chaetacanthus es un género de plantas con flores perteneciente a la familia Acanthaceae. El género tiene ocho especies descritas y de estas solo tres aceptadas.

## Taxonomía
El género fue descrito por Christian Gottfried Daniel Nees von Esenbeck y publicado en An Introduction to the Natural System of Botany 444. 1836. La especie tipo es: Chaetacanthus persoonii Nees. 	

## Especies
- Chaetacanthus burchellii Nees
- Chaetacanthus costatus Nees
- Chaetacanthus setiger (Pers.) Nees